# Norbert Leo Butz
Norbert Leo Butz (Saint Louis (Missouri), 30 januari 1967) is een Amerikaans acteur.

## Biografie
Butz werd geboren in Saint Louis (Missouri) als zevende in een gezin van elf kinderen, en doorliep de high school aan de Bishop DuBourg High School aldaar. Hierna haalde hij zijn bachelor of fine arts aan de conservatorium van de Webster University ook in Saint Louis, en zijn master of fine arts in professioneel acteren aan de University of Alabama in Tuscaloosa. 
Butz begon in 1998 met acteren in de film Went to Coney Island on a Mission from God... Be Back by Five, waarna hij nog meerdere rollen speelde in films en televisieseries. 
Butz was in het verleden getrouwd waaruit hij twee kinderen heeft, in 2007 is hij getrouwd met actrice Michelle Federer met wie hij een kind heeft. 

## Filmografie

### Films
Uitgezonderd korte films.
- 2023 The Exorcist: Believer - als Tony
- 2022 Better Nate Than Ever - als Rex
- 2021 Flag Day - als Doc
- 2020 Give or Take - als Ted
- 2019 Good Posture - als Neil
- 2019 Wonder Park - als Peanut (stem)
- 2019 Luce - als Dan Towson
- 2014 Better Living Through Chemistry - als agent Andrew Carp
- 2013 The English Teacher - als adjunct-directeur Phil Pelaski
- 2012 Disconnect - als Peter
- 2012 Greetings from Tim Buckley - als Hal Wilner
- 2012 County - als Billy
- 2011 The Miraculous Year - als Terry Segal
- 2011 Higher Ground - als pastor Bill
- 2010 Fair Game - als Steve
- 2007 Playing Chicken - als Jake
- 2007 Dan in Real Life - als Clay
- 2002 West of Here - als Josiah Blackwell
- 2002 Noon Blue Apples - als Howard Philips
- 2000 Looking for an Echo - als stem
- 1998 Went to Coney Island on a Mission from God... Be Back by Five - als pandjesbaas

### Televisieseries
Uitgezonderd eenmalige gastrollen.
- 2023 Justified: City Primeval - als Norbert Bryl - 8 afl.
- 2022 The Girl from Plainville - als Conrad 'Co' Roy II - 8 afl.
- 2021 Debris - als Craig Maddox - 13 afl.
- 2019 Madam Secretary - als Lochlainn Heeney jr. - 2 afl.
- 2019 Fosse/Verdon - als Paddy Chayefsky - 7 afl.
- 2018 The First - als Matthew Dawes - 2 afl.
- 2018 Trust - als Gordon Getty - 3 afl.
- 2015-2017 Bloodline - als Kevin Rayburn - 33 afl.
- 2016-2017 Mercy Street - als dr. Byron Hale - 12 afl.
- 2010 The Deep End - als Rowdy Kaiser - 7 afl.

## TheaterwerkBroadway
- 2013 Big Fish - als Edward Bloom - musical
- 2012-2013 Dead Accounts - als Jack - toneelstuk
- 2011 Catch Me If You Can - als agent Carl Hanratty - musical
- 2010 Enron - als Jeffrey Skilling - toneelstuk
- 2008-2009 Speed-the-Plow - als Bobby Gould (understudy) - toneelstuk
- 2007-2008 Is He Dead? - als Jean-François Millet / weduwe Daisy Tillou - toneelstuk
- 2005-2006 Dirty Rotten Scoundrels - als Freddy - musical
- 2003-heden Wicked - Fiyero - musical
- 2001-2002 Thou Shalt Not - als Camille Raquin - musical
- 1996-2008 Rent - als Roger Davis (understudy) - musical

- Gemeinsame Normdatei: 141102357
- International Standard Name Identifier: 0000 0000 8336 5929
- Library of Congress Control Number: no2002065392
- MusicBrainz: 2ed68ca3-ba76-4760-9b18-e7fa078de1a2
- Nationale Bibliotheek van Tsjechië: xx0328899
- Nationale Bibliotheek van Israël: 987010188800305171
- SNAC: w6q899dm
- Virtual International Authority File: 119978449
- WorldCat: E39PBJB4j68HX48m3Wc4bpKw4q